# Gyeongbokgung
Gyeongbokgung är ett palats i Seoul i Sydkorea. Det var huvudresidens åt kungafamiljen mellan 1395 och 1592, och mellan 1868 och 1897. 
Det är ett av de "Fem ståtliga palatsen", bestående av Changdeokgung, Changgyeonggung, Deoksugung, Gyeongbokgung och Gyeonghuigung, som fungerade som kungliga residens åt Joseondynastin.
Det var den äldsta och den största av de fem kungliga palatsen. Det uppfördes 1395, samtidigt som Joseondynastin tog makten i Korea. Det brändes ned under Japans invasion av Korea 1592-1598. Palatskomplexet var återigen huvudresidens 1867-1897, då hovet flyttade hit från Gyeonghuigung. Det var här drottning Min Myongsong mördades 1895. Hovet flyttade därefter till Deoksugung och Changdeokgung.
Under den japanska ockupationen 1910-1945 revs gradvis byggnaderna i palatsområdet tills nästan ingen av dem återstod. 
Sedan 1990 hade byggnaderna på palatsområdet återuppförts och restaurerats. 

## Galleri

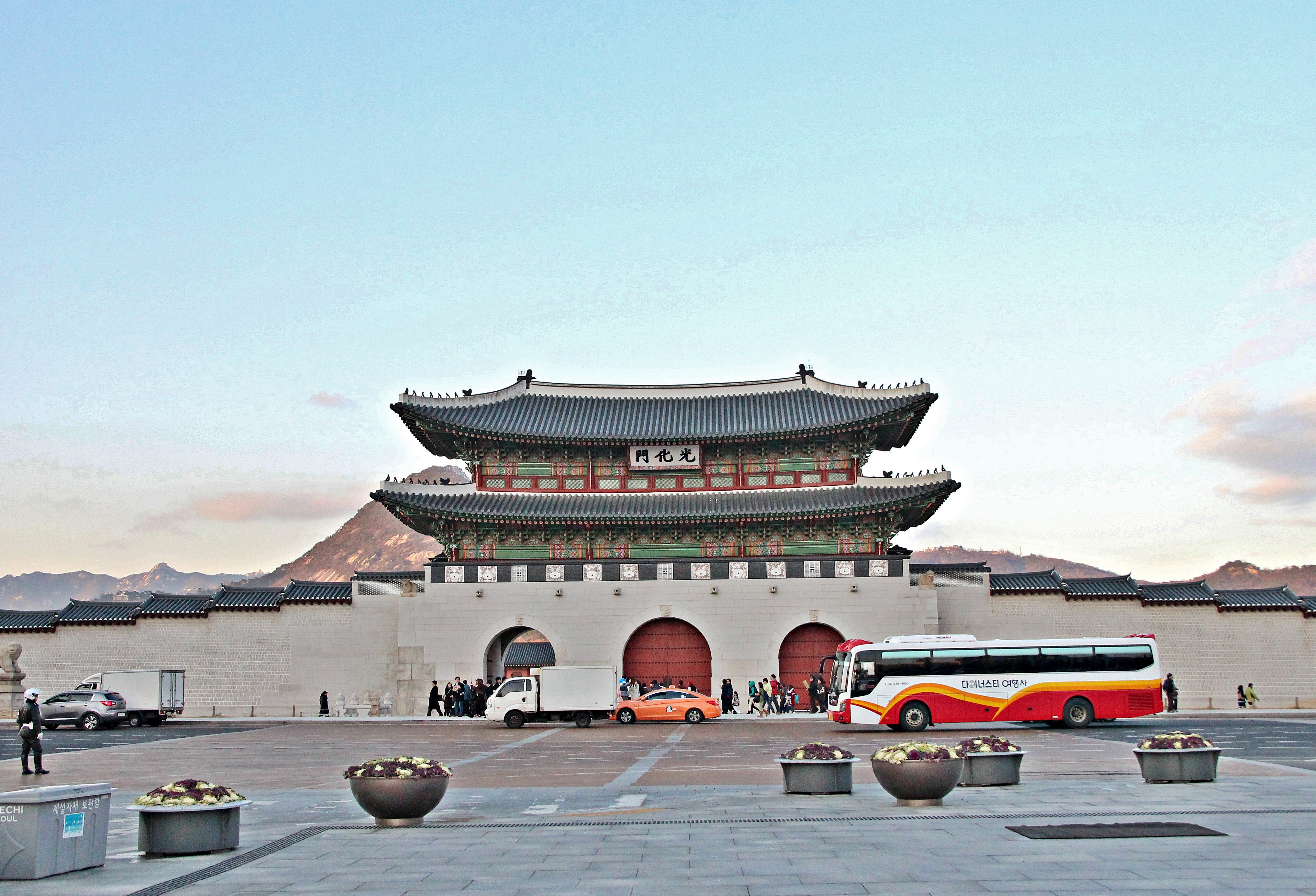
Gwanghwamun (광화문)
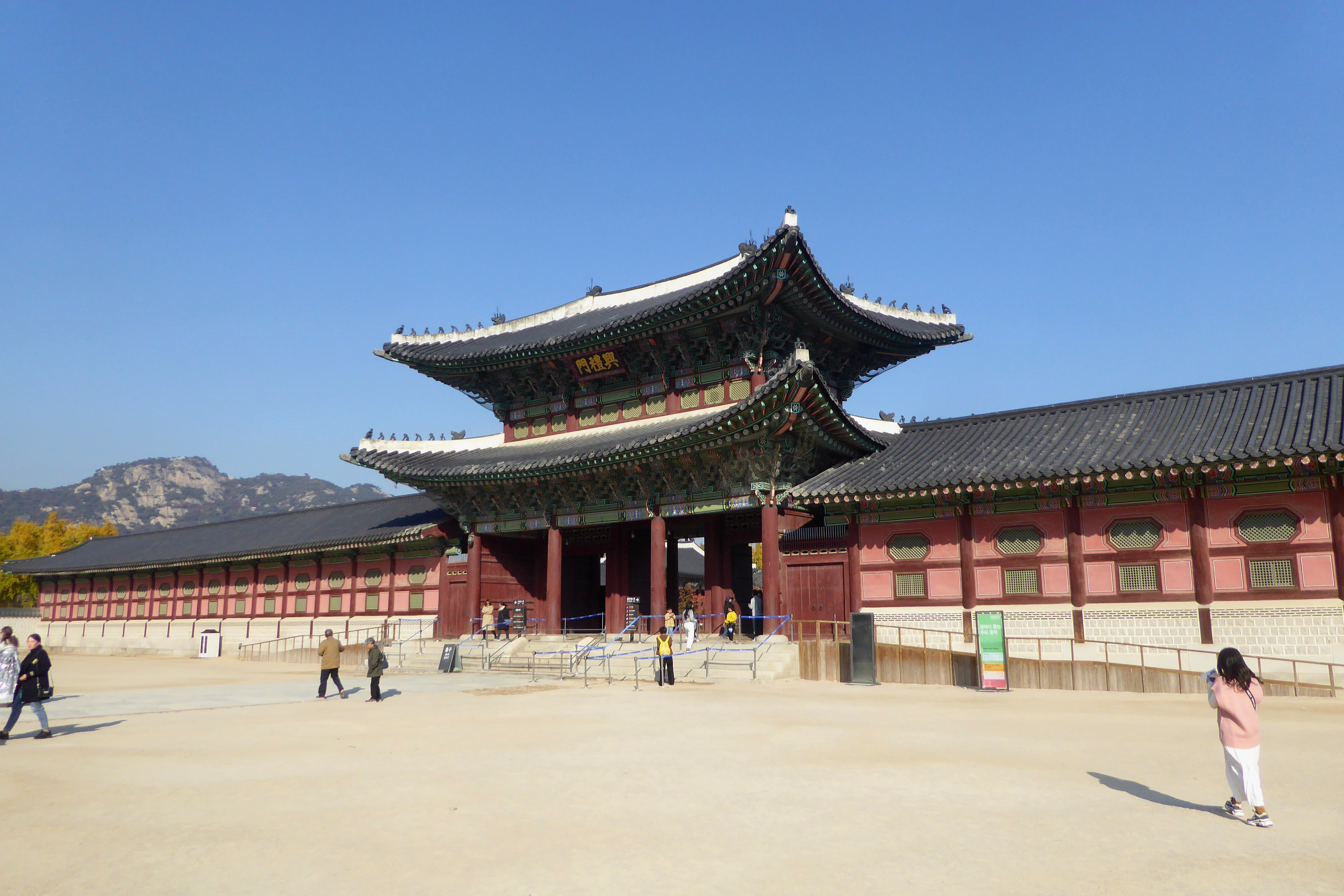
Southern Side of the Heungnyemun Gate at Gyeongbokgung
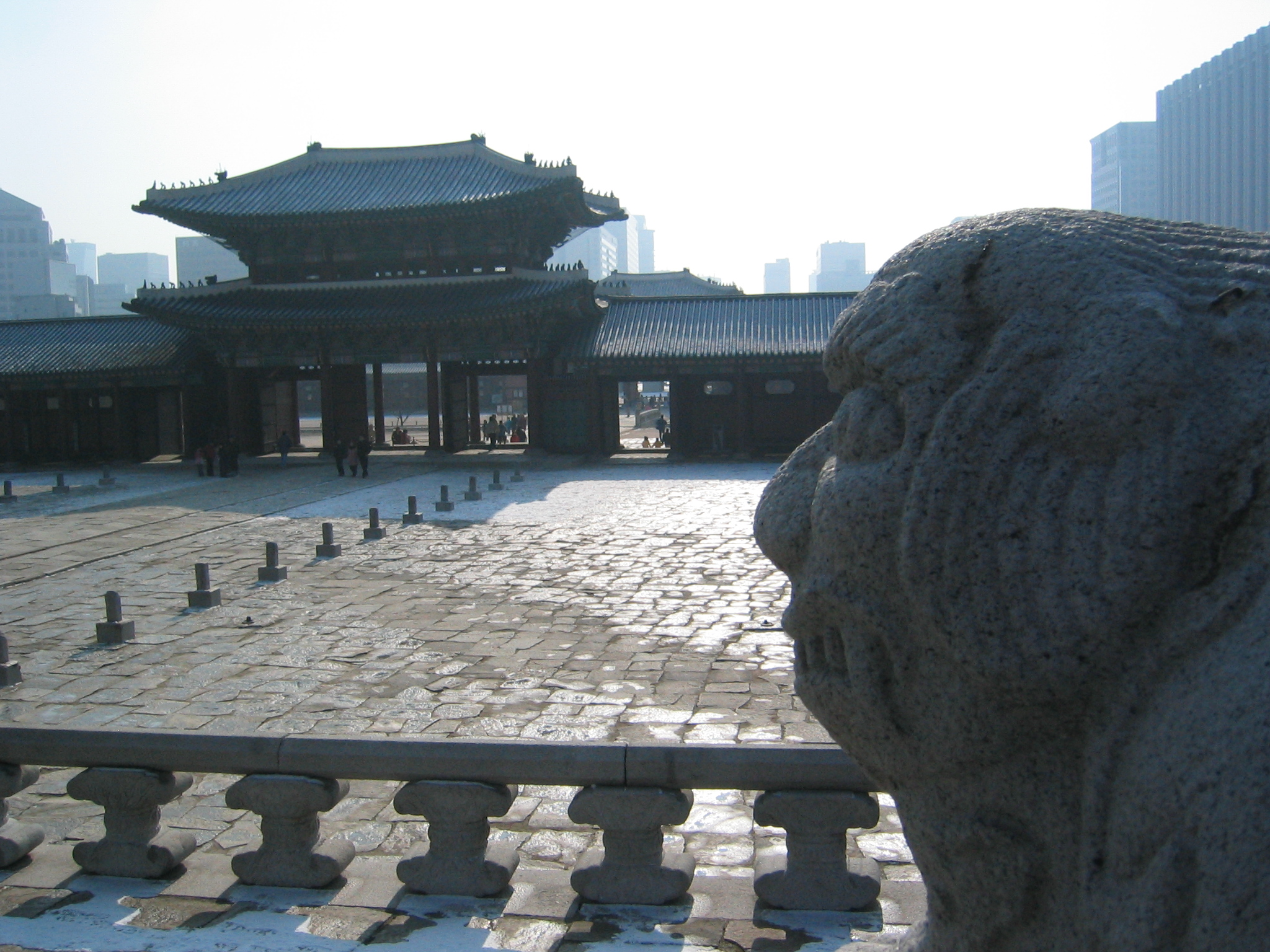
Seoul-Gyeongbokgung-03
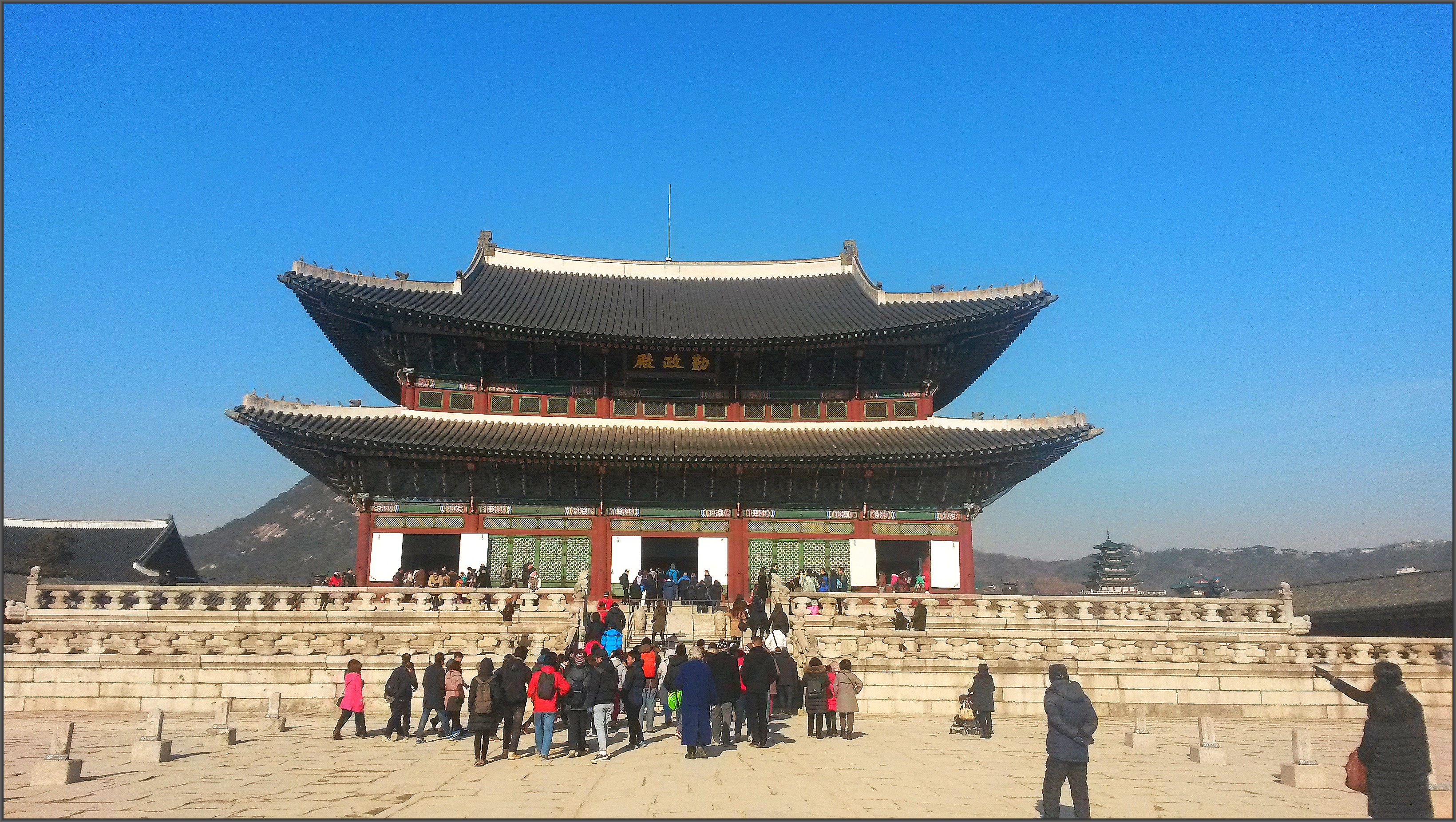
January Korea Seoul Gyeonbokgung Palace.
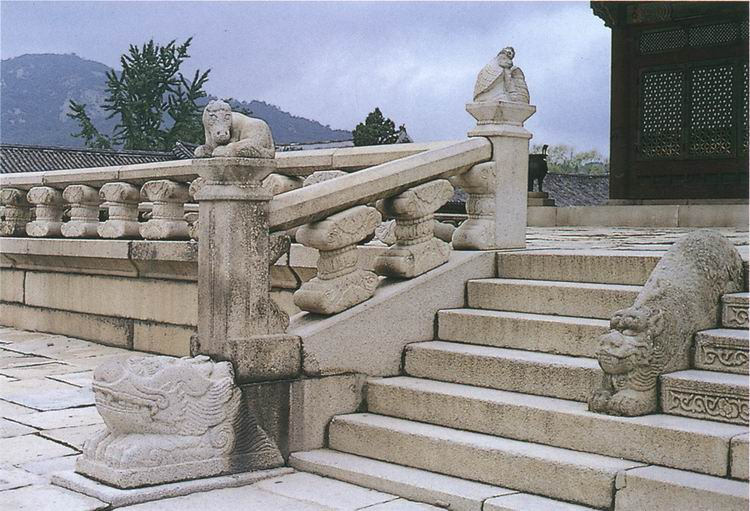
근정전 월대
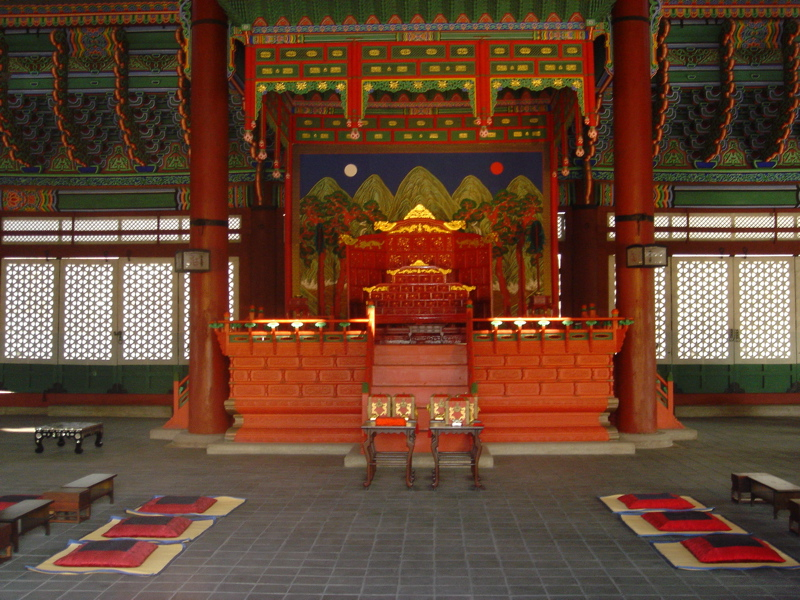
Gyeongbokgung-Throne.Room-01
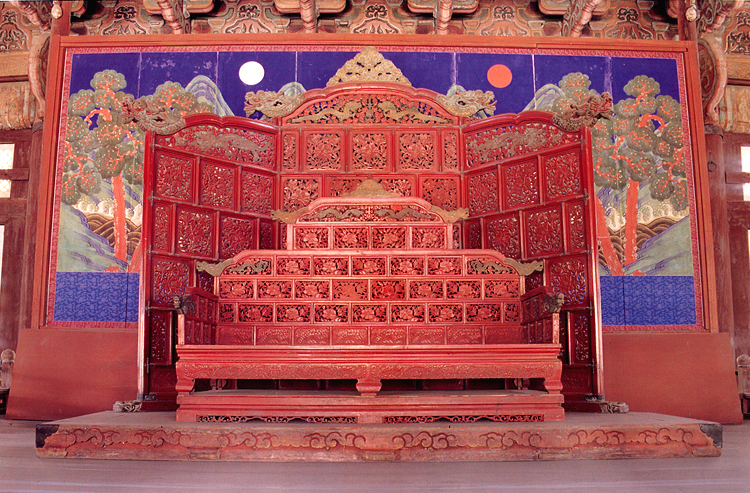
근정전 용상. Tronsalen.
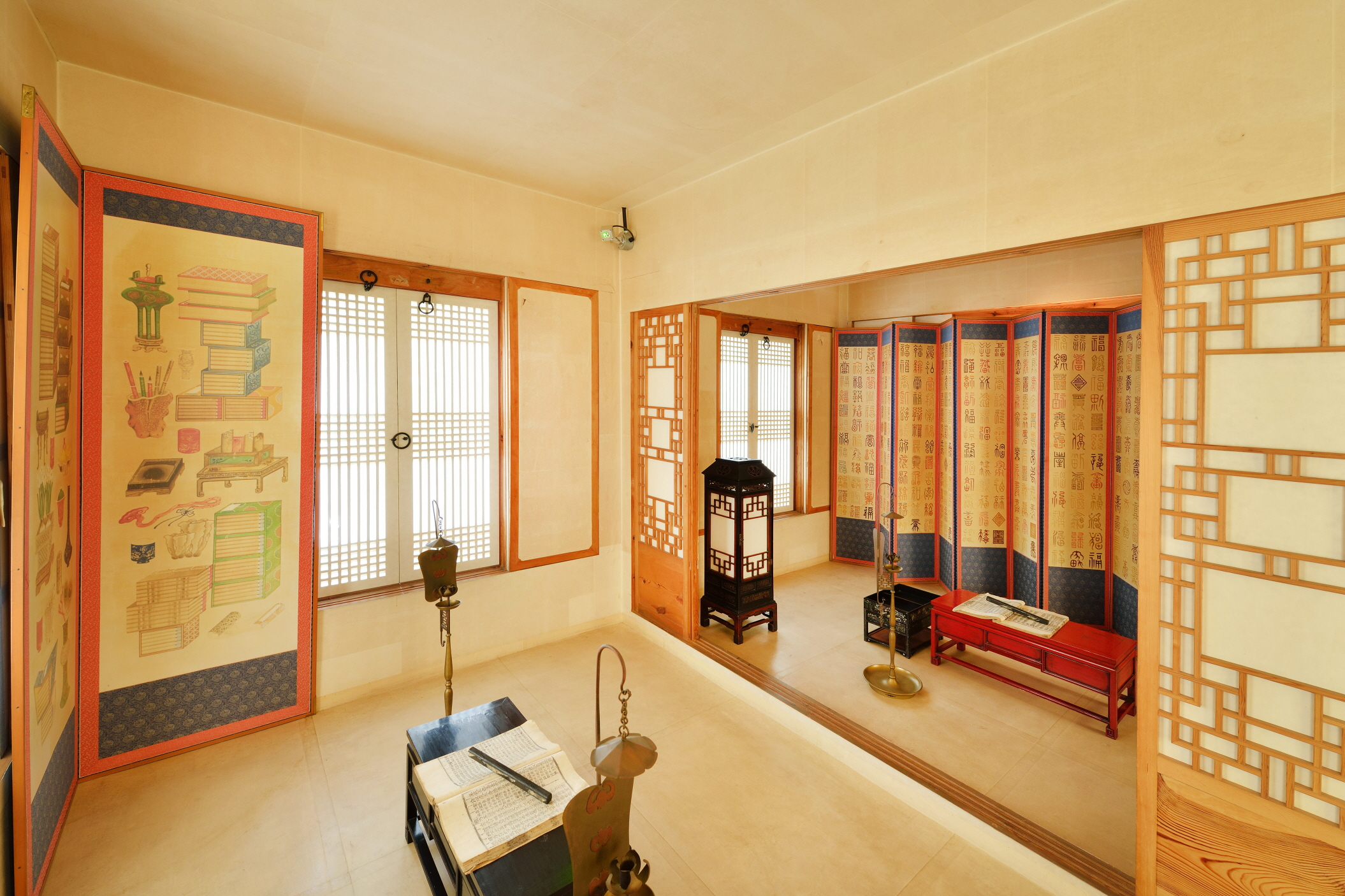
경복궁 비현각 내부
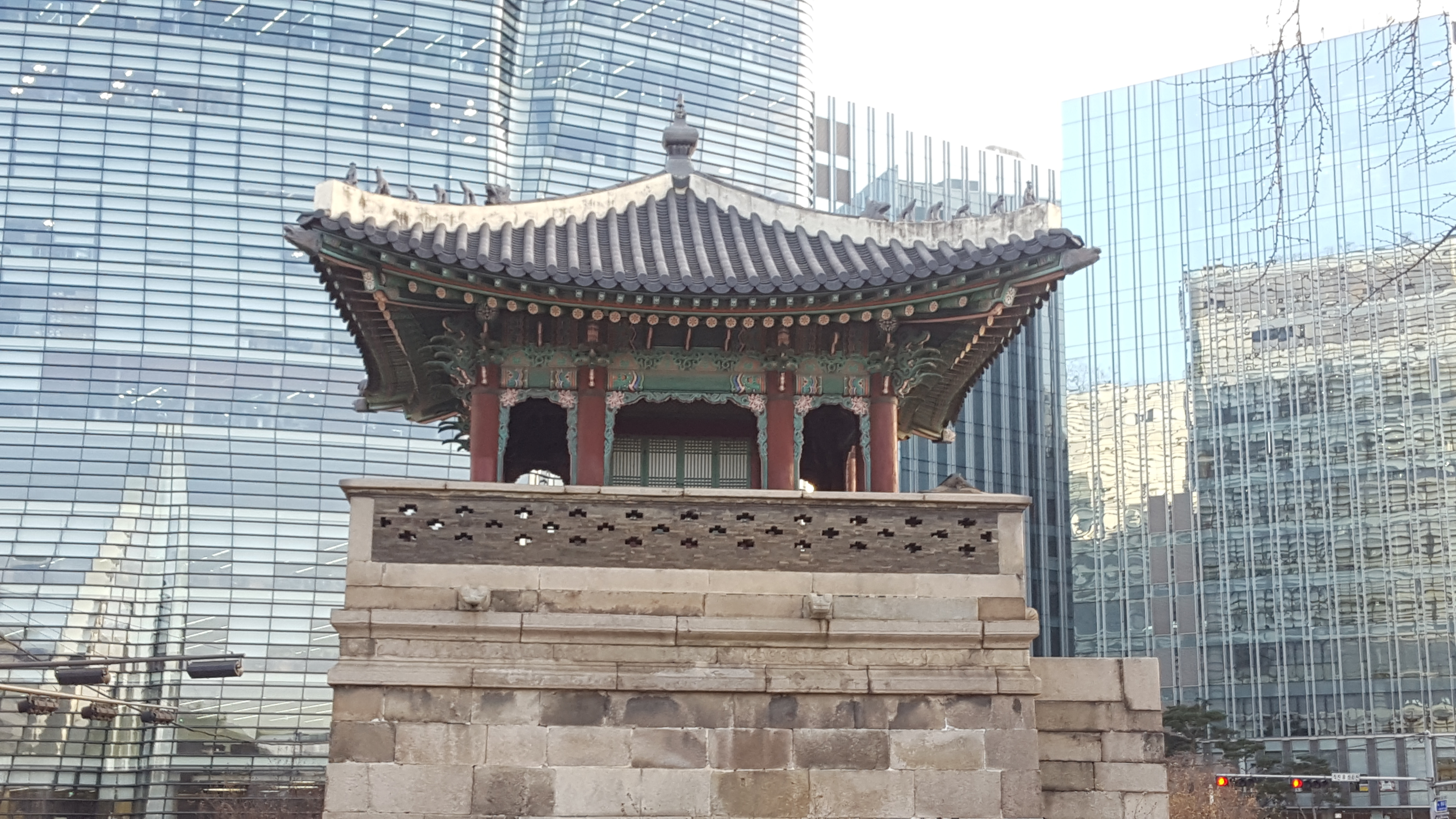
Dongsibjagak
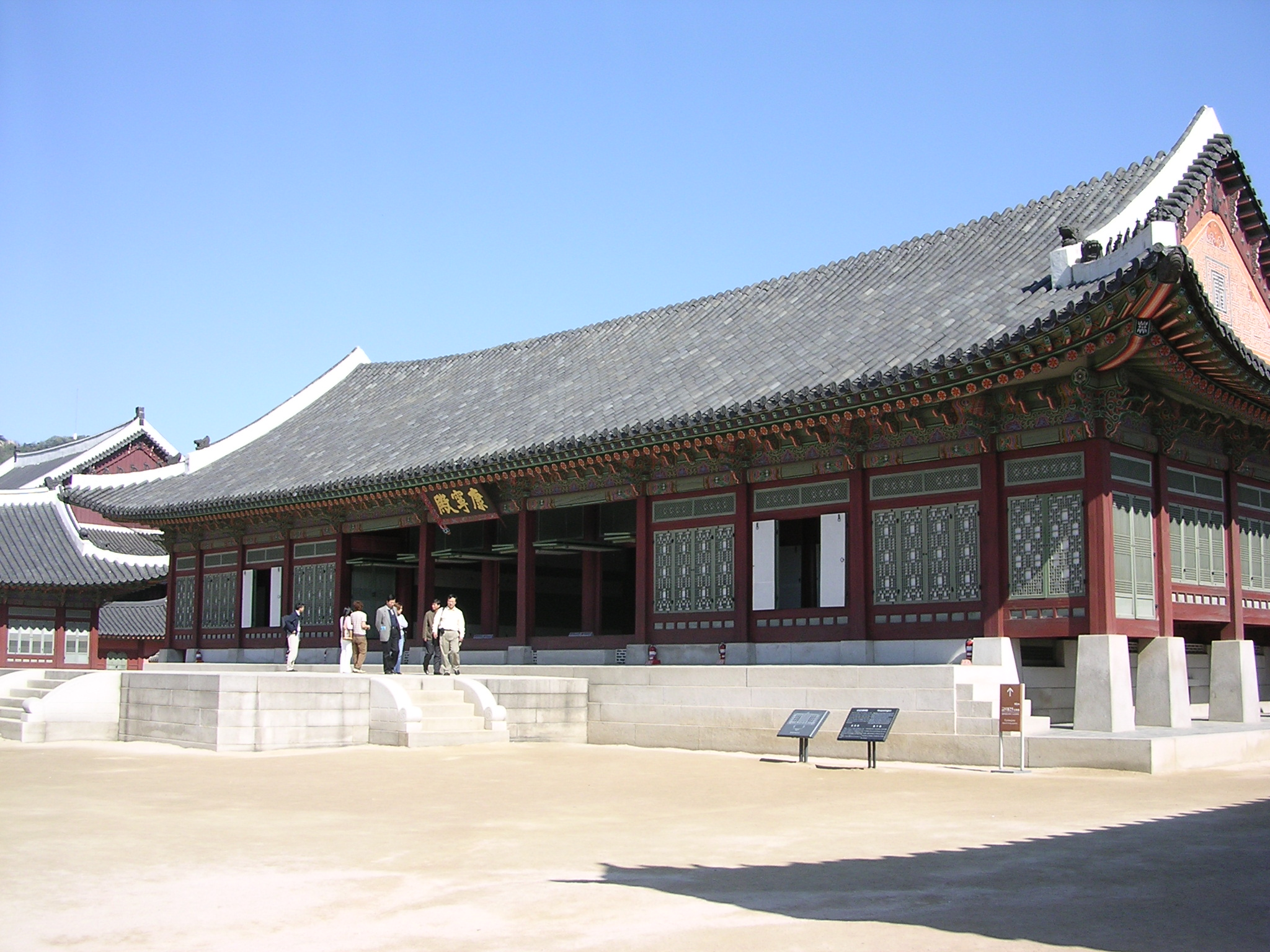
Gyeongbokgung-KangRyeongJun
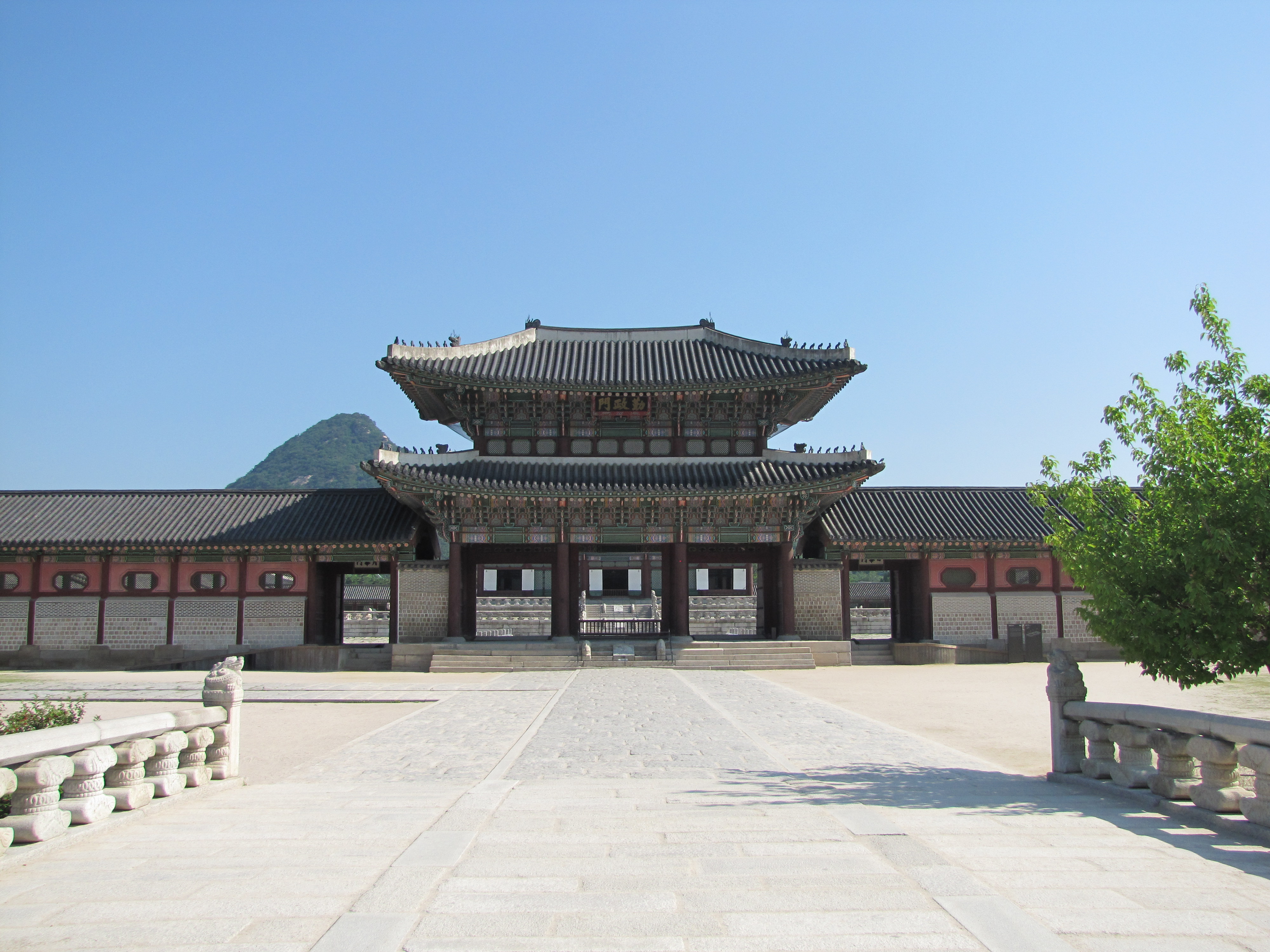
Changgyeong Palace, Seoul
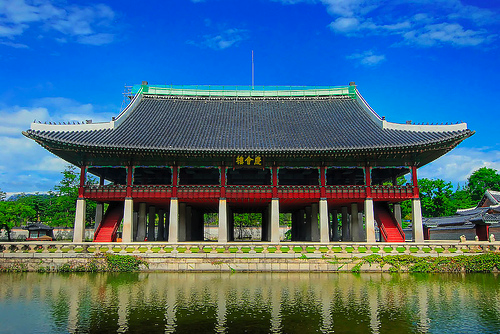
Gyeongbok Palace main attraction
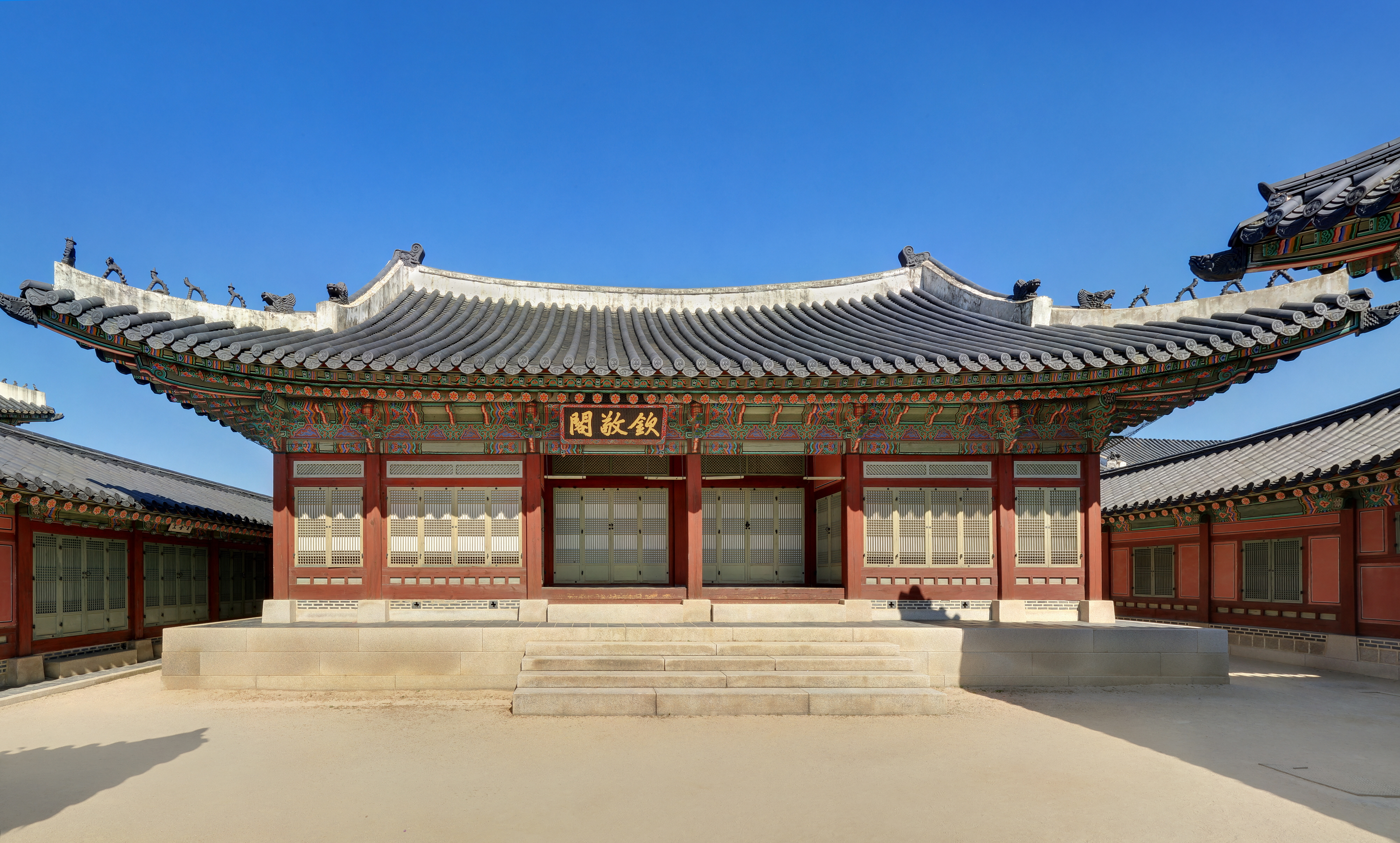
경복궁 흠경각 (2012)
2011년 11월 대한민국 서울특별시 명소 (Seoul best attractions) 향원정
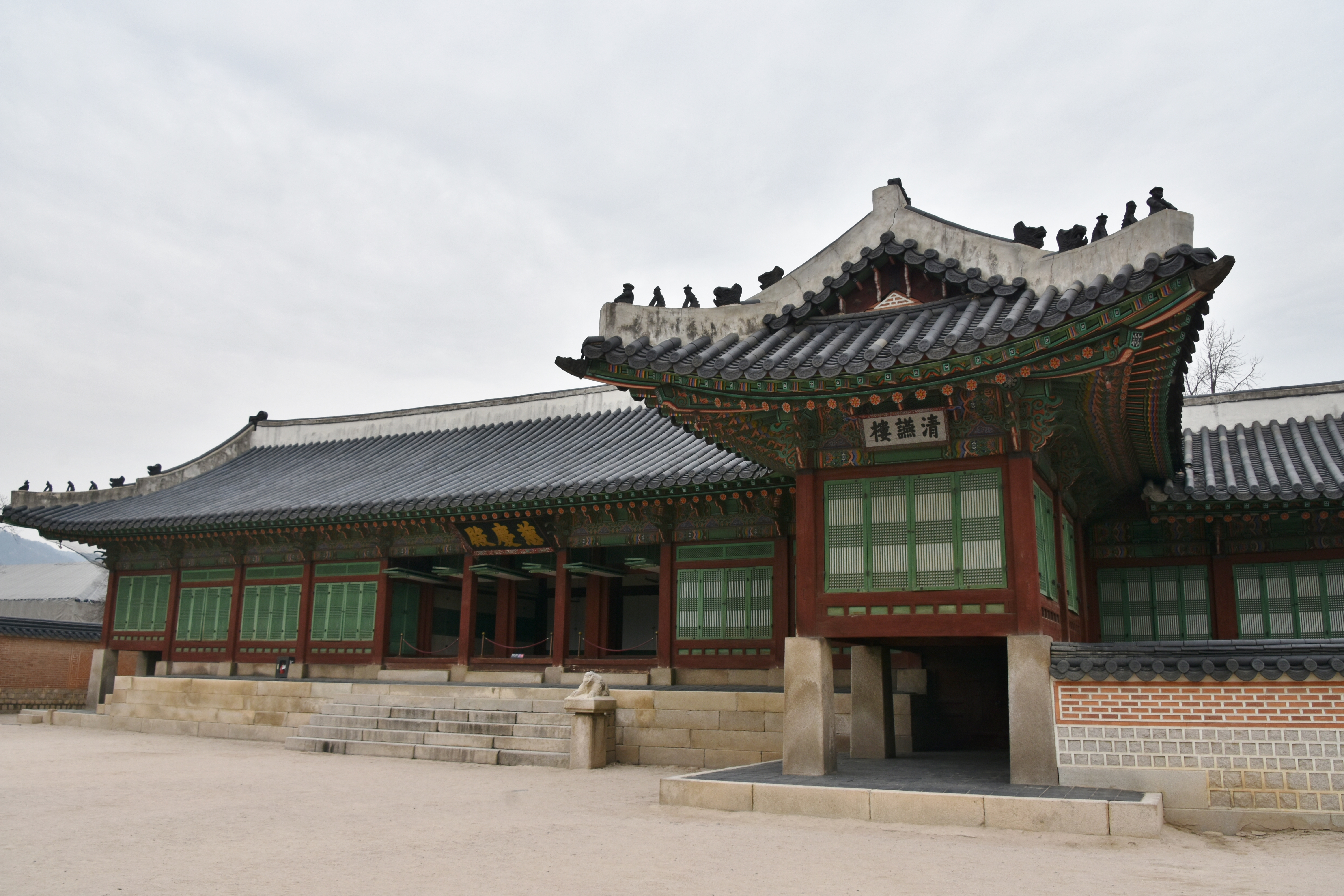
Gyeongbokgung Palace, Seoul, 1395 (85) (41086371482)
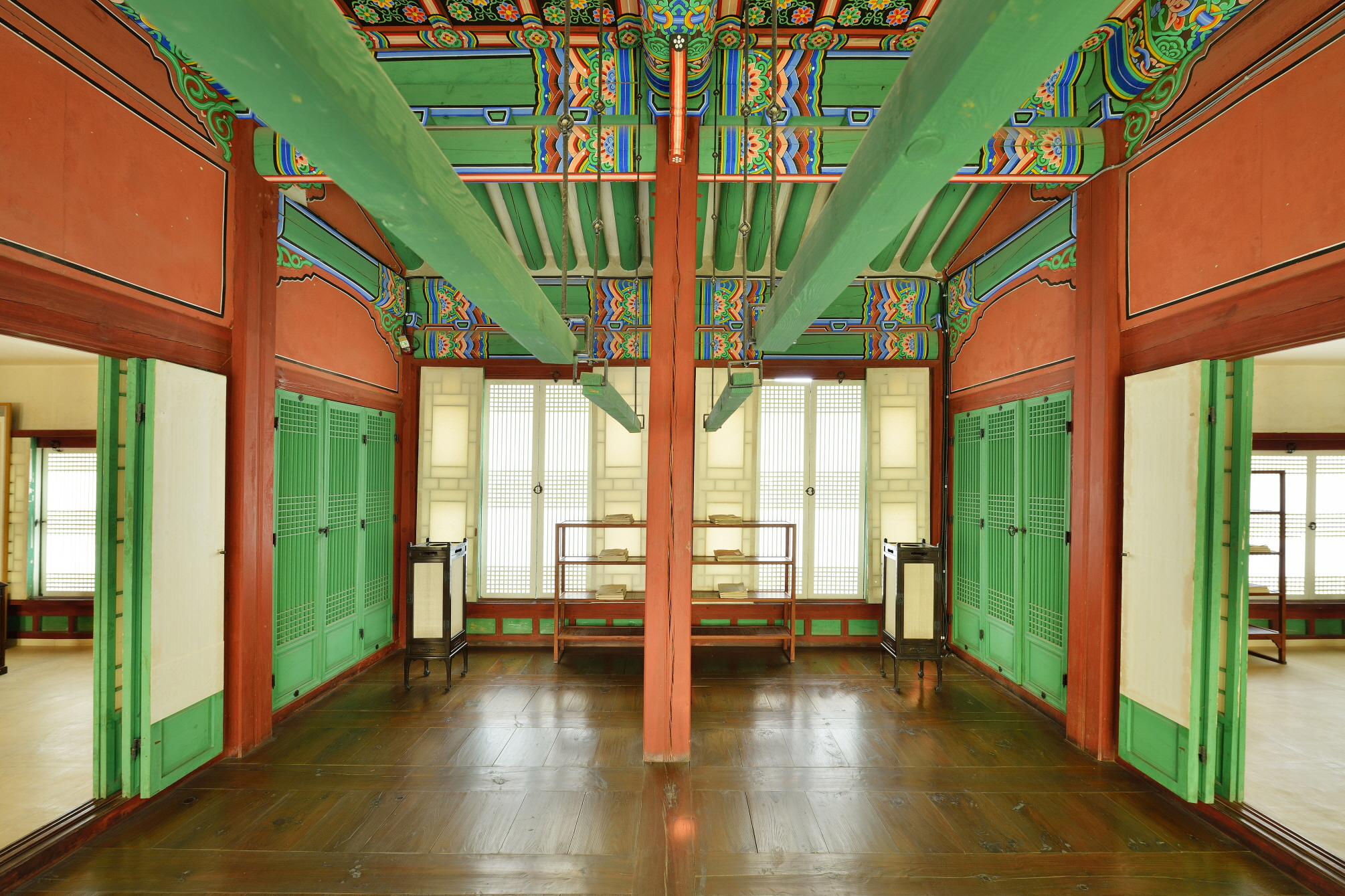
경복궁 만춘전 내부
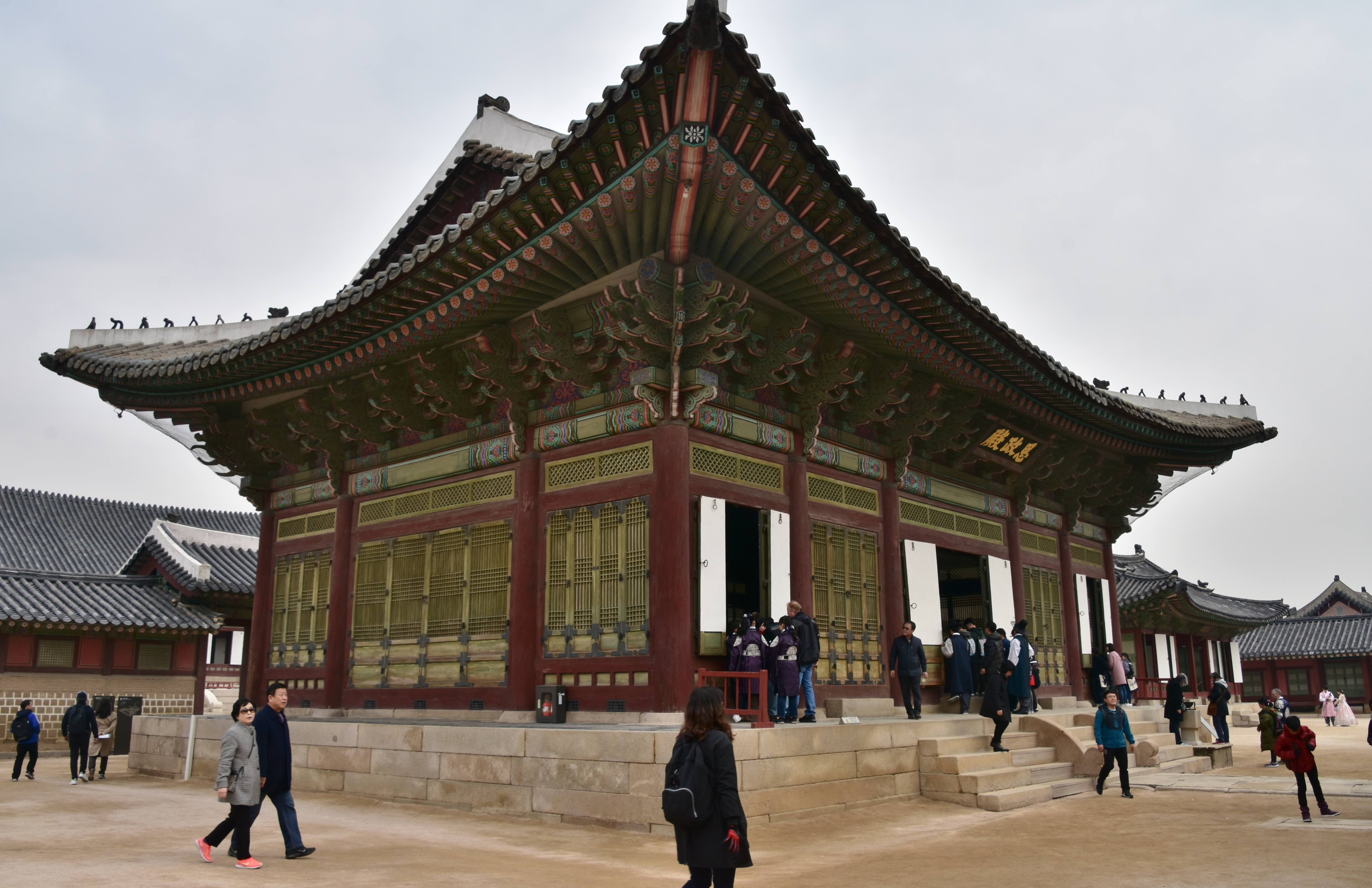
Gyeongbokgung Palace, Seoul, 1395 (71) (27256741158)
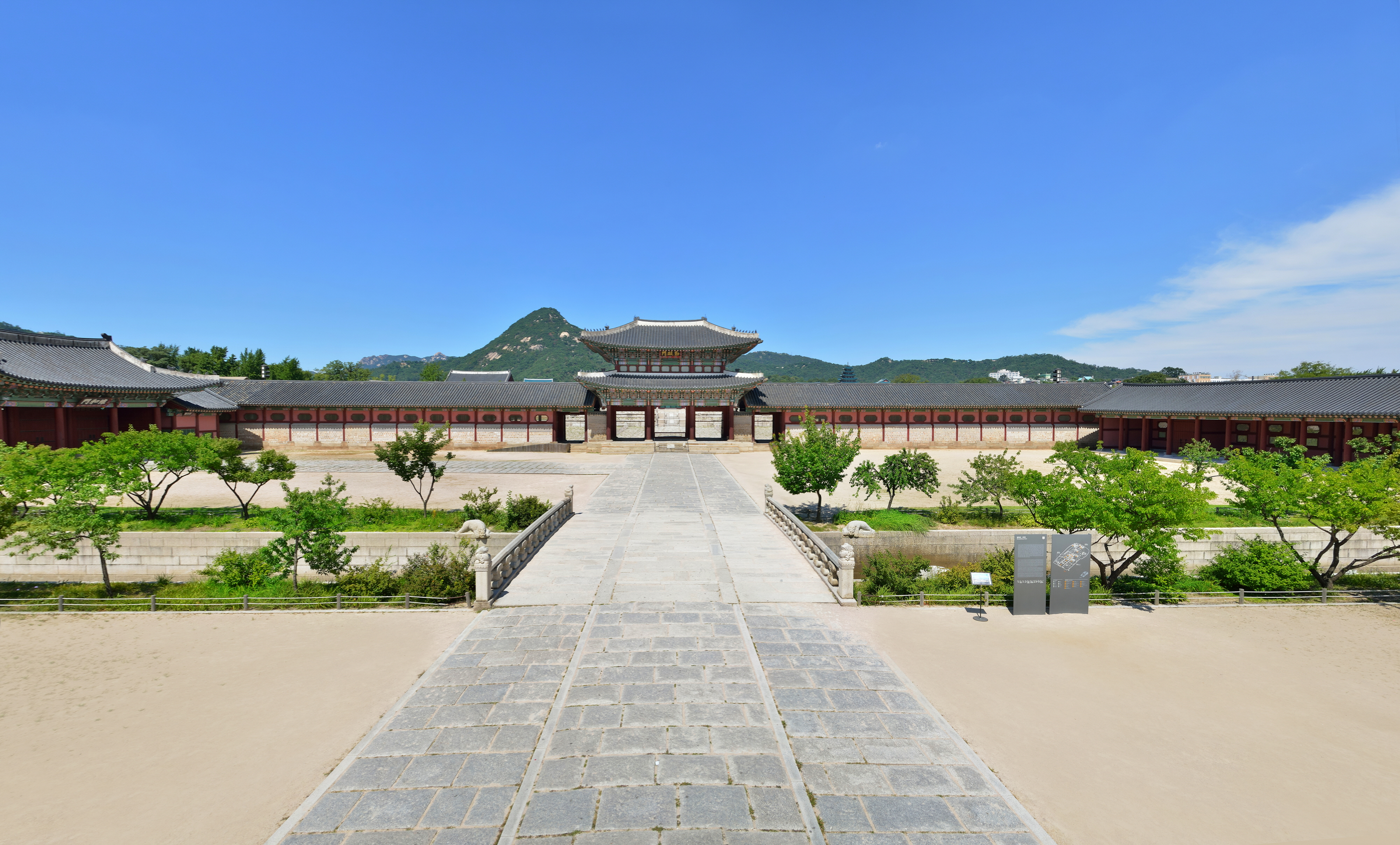
경복궁 근정문 및 행각 전경